# 4-й Самотёчный переулок

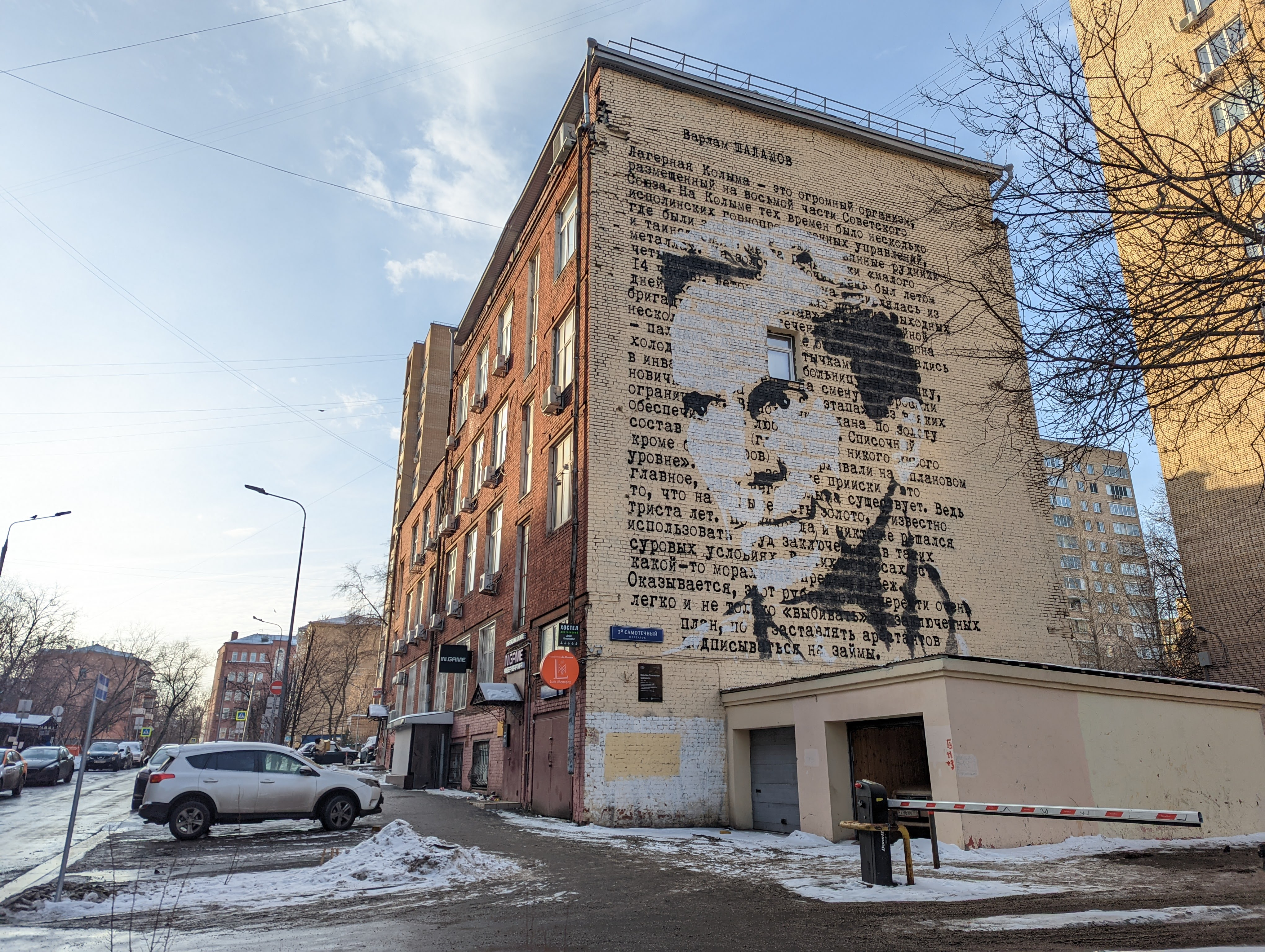
Портрет Варлама Шаламова (4-й Самотечный пер., д.9)

Четвёртый Самотёчный переу́лок — улица в центре Москвы в Тверском районе между 1-м и 3-м Самотёчными переулками.

## Происхождение названия
Все 4 Самотёчных переулка названы в конце XIX века по соседней Самотёчной улице.

## Описание
4-й Самотёчный переулок является самым коротким из Самотёчных переулков и проходит поперёк первых трёх, соединяя их. Он начинается от 1-го Самотёчного, проходит на север параллельно Никоновскому, справа на него выходит северный участок 2-го Самотёчного, заканчивается на 3-м.

## Примечательные здания
По нечётной стороне:

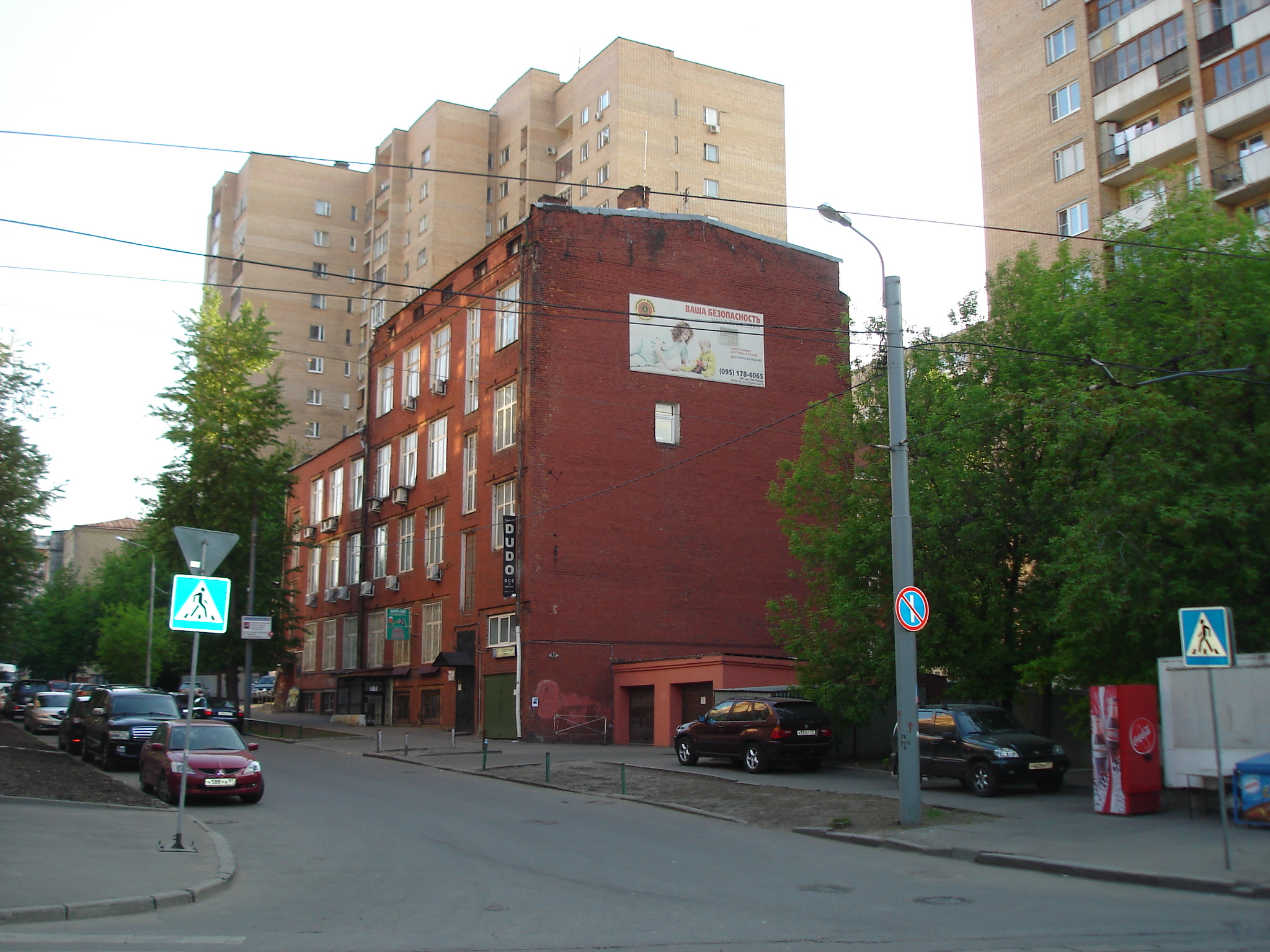
Дом 9

- Дом № 9 — Административное здание с портретом Варлама Шаламова. Внутри до 01 января 2024 находилась Соцзащита Тверского Района

По чётной стороне:

## См.также
- Самотёчная улица
- Самотёчная площадь
- 1-й Самотёчный переулок
- 2-й Самотёчный переулок
- 3-й Самотёчный переулок